# Высоцкая, Иза Константиновна
И́за Константи́новна Высо́цкая (в девичестве Мешко́ва, по первому браку Жу́кова; 22 января 1937, Горький — 20 июля 2018, Нижний Тагил) — советская и российская актриса, мемуарист, народная артистка России (2005).
Первая жена Владимира Высоцкого, с 25 апреля 1960 по 1965 год.

## Биография
Иза Мешкова родилась 22 января 1937 года в городе Горький (ныне Нижний Новгород). Окончила Школу-студию МХАТ в 1958 году. Работала актрисой в Киеве (Театр им. Леси Украинки, 1958-59), в Ростове-на-Дону, Перми, Владимире и Лиепае.
Проживала до последних дней жизни в Нижнем Тагиле, с 1970 года работала в Нижнетагильском драматическом театре.
Скончалась 20 июля 2018 года на 82-м году жизни. Прощание состоялось 22 июля. По завещанию тело Высоцкой было кремировано, урну с её прахом её сын Глеб перевёз для захоронения в Екатеринбург.

## Семья
Первый муж — Юрий Жуков (1954—1959).
Второй муж (25 апреля 1960 — май 1965) — Владимир Высоцкий. Дочь (04.08.1963 — 07.08.1963), сын — Глеб Владиславович Высоцкий (род. 1 мая 1965), его отец В. Май, а не В. С. Высоцкий, живёт в Екатеринбурге.
Племянник Кирилл.

## Звания
- Заслуженная артистка РСФСР (1980)[9]
- Народная артистка Российской Федерации (2005)[1]